# De Guadalupe Granjas
De Guadalupe Granjas är en ort i Mexiko.   Den ligger i kommunen Noria de Ángeles och delstaten Zacatecas, i den centrala delen av landet, 400 km nordväst om huvudstaden Mexico City. De Guadalupe Granjas ligger 2 139 meter över havet och antalet invånare är 204.
Terrängen runt De Guadalupe Granjas är en högslätt. Runt De Guadalupe Granjas är det ganska glesbefolkat, med 21 invånare per kvadratkilometer. Närmaste större samhälle är Colonia San Francisco, 2,7 km väster om De Guadalupe Granjas. Trakten runt De Guadalupe Granjas består till största delen av jordbruksmark.